# U-17-Fußball-Ozeanienmeisterschaft der Frauen
Die OFC U-17-Meisterschaft der Frauen (englisch OFC U-17 Women's Championship) ist ein Fußballwettbewerb zwischen den ozeanischen Nationalmannschaften für Fußballspielerinnen unter 17 Jahren. Das Turnier wird seit 2010 in der Regel alle zwei Jahre ausgetragen und dient hauptsächlich als Qualifikation für die U-17-Weltmeisterschaft. Startberechtigt sind grundsätzlich alle elf derzeitigen Mitglieder des ozeanischen Kontinentalverbandes OFC, bei den ersten beiden Ausspielungen waren jedoch nur vier Teams am Start, 2016 erstmals neun Teams.
Amtierender Sieger ist Rekord-Ozeanienmeister Neuseeland, das alle sechs bisherigen Ausspielungen gewinnen konnte.

## Die Turniere im Überblick
| Jahr           | Gastgeber  | Finale                                                                                            | Finale                                                                                            | Finale                                                                                            | Spiel um Platz 3                                                                                  | Spiel um Platz 3                                                                                  | Spiel um Platz 3                                                                                  |
| Jahr           | Gastgeber  | Sieger                                                                                            | Ergebnis                                                                                          | 2. Platz                                                                                          | 3. Platz                                                                                          | Ergebnis                                                                                          | 4. Platz                                                                                          |
| -------------- | ---------- | ------------------------------------------------------------------------------------------------- | ------------------------------------------------------------------------------------------------- | ------------------------------------------------------------------------------------------------- | ------------------------------------------------------------------------------------------------- | ------------------------------------------------------------------------------------------------- | ------------------------------------------------------------------------------------------------- |
| 2010 Details   | Neuseeland | Neuseeland                                                                                        | (Ligasystem)                                                                                      | Salomonen                                                                                         | Papua-Neuguinea                                                                                   | (Ligasystem)                                                                                      | Tonga                                                                                             |
| 2012 Details   | Neuseeland | Neuseeland                                                                                        | (Ligasystem)                                                                                      | Papua-Neuguinea                                                                                   | Cook-Inseln                                                                                       | (Ligasystem)                                                                                      | Neukaledonien                                                                                     |
| 2014 Details   | Neuseeland | Turnier abgesagt; Neuseeland als Teilnehmer der U-17-WM festgelegt                                | Turnier abgesagt; Neuseeland als Teilnehmer der U-17-WM festgelegt                                | Turnier abgesagt; Neuseeland als Teilnehmer der U-17-WM festgelegt                                | Turnier abgesagt; Neuseeland als Teilnehmer der U-17-WM festgelegt                                | Turnier abgesagt; Neuseeland als Teilnehmer der U-17-WM festgelegt                                | Turnier abgesagt; Neuseeland als Teilnehmer der U-17-WM festgelegt                                |
| 2016 Details   | Cookinseln | Neuseeland                                                                                        | 8:0                                                                                               | Papua-Neuguinea                                                                                   | Fidschi                                                                                           | 3:2                                                                                               | Neukaledonien                                                                                     |
| 2017 Details 1 | Samoa      | Neuseeland                                                                                        | 6:0                                                                                               | Neukaledonien                                                                                     | Cook-Inseln                                                                                       | Halbfinale (kein Spiel um Platz 3)                                                                | Fidschi                                                                                           |
| 2020 Details   | Tahiti     | Turnier aufgrund der COVID-19-Pandemie abgesagt; Neuseeland als Teilnehmer der U-17-WM festgelegt | Turnier aufgrund der COVID-19-Pandemie abgesagt; Neuseeland als Teilnehmer der U-17-WM festgelegt | Turnier aufgrund der COVID-19-Pandemie abgesagt; Neuseeland als Teilnehmer der U-17-WM festgelegt | Turnier aufgrund der COVID-19-Pandemie abgesagt; Neuseeland als Teilnehmer der U-17-WM festgelegt | Turnier aufgrund der COVID-19-Pandemie abgesagt; Neuseeland als Teilnehmer der U-17-WM festgelegt | Turnier aufgrund der COVID-19-Pandemie abgesagt; Neuseeland als Teilnehmer der U-17-WM festgelegt |
| 2022 Details   | Tahiti     | Turnier aufgrund der COVID-19-Pandemie abgesagt; Neuseeland als Teilnehmer der U-17-WM festgelegt | Turnier aufgrund der COVID-19-Pandemie abgesagt; Neuseeland als Teilnehmer der U-17-WM festgelegt | Turnier aufgrund der COVID-19-Pandemie abgesagt; Neuseeland als Teilnehmer der U-17-WM festgelegt | Turnier aufgrund der COVID-19-Pandemie abgesagt; Neuseeland als Teilnehmer der U-17-WM festgelegt | Turnier aufgrund der COVID-19-Pandemie abgesagt; Neuseeland als Teilnehmer der U-17-WM festgelegt | Turnier aufgrund der COVID-19-Pandemie abgesagt; Neuseeland als Teilnehmer der U-17-WM festgelegt |
| 2023 Details 1 | Tahiti     | Neuseeland                                                                                        | 1:0                                                                                               | Fidschi                                                                                           | Tahiti                                                                                            | 5:3                                                                                               | Tonga                                                                                             |
| 2024 Details 1 | Fidschi    | Neuseeland                                                                                        | 4:0                                                                                               | Samoa                                                                                             | Tonga                                                                                             | 1:0                                                                                               | Neukaledonien                                                                                     |

1 Als U-16 Turniere ausgetragen.

### Rangliste
| Rang | Land            | Siege | Jahr(e)                            | 2. | 3. | 4. |
| ---- | --------------- | ----- | ---------------------------------- | -- | -- | -- |
| 1    | Neuseeland      | 6     | 2010, 2012, 2016, 2017, 2023, 2024 | 0  | 0  | 0  |
| 2    | Papua-Neuguinea | 0     |                                    | 2  | 1  | 0  |
| 3    | Fidschi         | 0     |                                    | 1  | 1  | 1  |
| 4    | Neukaledonien   | 0     |                                    | 1  | 0  | 3  |
| 5    | Salomonen       | 0     |                                    | 1  | 0  | 0  |
| 6    | Samoa           | 0     |                                    | 1  | 0  | 0  |
| 7    | Cookinseln      | 0     |                                    | 0  | 2  | 0  |
| 8    | Tahiti          | 0     |                                    | 0  | 1  | 0  |
| 9    | Tonga           | 0     |                                    | 0  | 1  | 2  |

## Abschneiden bei derU-17-Weltmeisterschaft
| Weltmeisterschaft | 2008 | 2010 | 2012 | 2014 | 2016 | 2018 | 2022 | 2024 |
| ----------------- | ---- | ---- | ---- | ---- | ---- | ---- | ---- | ---- |
| Neuseeland        | VR   | VR   | VR   | VR   | VR   | 3.   | VR   | VR   |

(Legende: HF=Halbfinale, VF=Viertelfinale, VR=Vorrunde, Q=Qualifiziert)